# Joey LaLeggia
Joseph "Joey" LaLeggia, född 24 juni 1992 i Burnaby, British Columbia, är en kanadensisk professionell ishockeyspelare (back) som spelar för HV71 i SHL.